# Diecezja Saint John’s – Basseterre
Diecezja  Saint John’s – Basseterre (łac.: Dioecesis Sancti Ioannis Imatellurana, ang.: Diocese of  Saint John’s – Basseterre) – katolicka diecezja karaibska położona w środkowej części tego regionu Ameryki. Obejmuje swoim zasięgiem: Antiguę i Barbudę, St. Kitts i Nevis, Montserrat, Anguillę, Tortolę, Anegadę. Siedziba biskupa znajduje się w katedrze Świętej Rodziny w Saint John’s.

## Historia
- 16 stycznia 1971: utworzenie przez papieża Pawła VI diecezji Saint John’s, z wydzielenia części parafii z diecezji Roseau.
- 21 czerwca 1981: przemianowanie nazwy biskupstwa na diecezja Saint John’s – Basseterre[2].

## Biskupi
- Joseph Oliver Bowers (1971–1981)
- Donald Reece (1981–2007)
- Kenneth Richards (2011–2016)
- Robert Llanos (od 2018)

## Główne świątynie
- Katedra Świętej Rodziny w Saint John’s
- Konkatedra Niepokalanego Poczęcia NMP w Basseterre